# Campeonato Sul-Americano de Atletismo Júnior de 1983
O Campeonato Sul-Americano de Atletismo Júnior de 1983 foi a 15ª edição da competição de atletismo organizada pela CONSUDATLE para atletas com menos de vinte anos, classificados como júnior ou sub-20. O evento foi realizado em Medellín, na Colômbia, entre 9 e 12 de junho de 1983. Contou com cerca de 163 atletas de oito nacionalidades distribuídos em 37 eventos.

## Medalhistas
Esses foram os resultados do campeonato.

### Masculino
| Evento                      | Ouro                     | Ouro     | Prata                       | Prata    | Bronze                 | Bronze   |
| --------------------------- | ------------------------ | -------- | --------------------------- | -------- | ---------------------- | -------- |
| 100 metros                  | Robson da Silva (BRA)    | 10.49A   | Arnaldo Silva (BRA)         | 10.68A   | Mauricio Urquiza (CHI) | 10.73A   |
| 200 metros                  | Robson da Silva (BRA)    | 21.10A   | Sérgio Menezes (BRA)        | 21.31A   | Diego Tabárez (COL)    | 21.78A   |
| 400 metros                  | Sérgio Menezes (BRA)     | 47.13A   | Daniel Bambicha (ARG)       | 47.29A   | Jesús Malavé (VEN)     | 48.01A   |
| 800 metros                  | Luis Migueles (ARG)      | 1:51.10A | Aaron Phillips (VEN)        | 1:51.39A | Héctor Saavedra (COL)  | 1:52.65A |
| 1 500 metros                | Luis Migueles (ARG)      | 3:54.3A  | Eduardo Remião (BRA)        | 3:56.4A  | Uriel Rivera (COL)     | 3:56.5A  |
| 5 000 metros                | Fernando Guio (COL)      | 15:09.2A | Antonio Edgar (COL)         | 15:10.8A | Jorge Rojas (CHI)      | 15:19.9A |
| 10 km marcha atlética       | Mauricio Torres (COL)    | 44:38.2A | Marcos Hernández (COL)      | 45:21.5A | Omar Guerrero (VEN)    | 45:56.5A |
| 2 000 metros com obstáculos | Marcelo Cascabelo (ARG)  | 5:56.9A  | Rinaldo Gomes (BRA)         | 5:58.7A  | Elías Pereira (BRA)    | 5:58.9A  |
| 110 metros barreiras        | Pedro Chiamulera (BRA)   | 15.21A   | Lyndon Campos (BRA)         | 15.57A   | Carlos McGarry (ARG)   | 16.40A   |
| 400 metros barreiras        | Leonel Pedroza (COL)     | 52.82A   | Pedro Chiamulera (BRA)      | 55.02A   | Alberto Amat (COL)     | 55.37A   |
| 4×100 metros estafetas      | Brasil                   | 41.08A   | Argentina                   | 41.71A   | Colômbia               | 42.54A   |
| 4×400 metros estafetas      | Brasil                   | 3:14.72A | Colômbia                    | 3:16.56A | Argentina              | 3:19.98A |
| Salto em altura             | Luciano Bacelli (BRA)    | 2.15A    | Álvaro Mena (COL)           | 2.05A    | Luis Varela (CHI)      | 2.05A    |
| Salto com vara              | Miguel Saldarriaga (COL) | 4.40A    | Elson de Souza (BRA)        | 4.20A    | Iván Estrada (COL)     | 4.20A    |
| Salto em comprimento        | Marcus Barros (BRA)      | 7.59A    | Gabriel Martínez (ARG)      | 7.18A    | Luis Lorduy (COL)      | 6.98A    |
| Salto triplo                | Jailto Bonfim (BRA)      | 15.56A   | Osvaldo Zabala (VEN)        | 15.17A   | Isaías Xavier (BRA)    | 15.11A   |
| Arremesso de peso           | Adilson Oliveira (BRA)   | 18.11A   | José de Souza (BRA)         | 17.79A   | Pablo Milén (CHI)      | 15.79A   |
| Lançamento de disco         | Celso da Cunha (BRA)     | 47.96A   | Luis Fernando Garrido (COL) | 46.52A   | José de Souza (BRA)    | 43.02A   |
| Lançamento do martelo       | David Castrillón (COL)   | 60.38A   | Mário Leme (BRA)            | 57.46A   | Joel Martínez (VEN)    | 54.40A   |
| Lançamento do dardo         | Jorge Parraguirre (CHI)  | 63.20A   | Carlos Ladino (COL)         | 61.22A   | Nelson Méndez (ARG)    | 56.96A   |
| Decatlo                     | Pedro da Silva (BRA)     | 7308A    | Álvaro Mena (COL)           | 6905A    | José Vieira (BRA)      | 5770A    |

### Feminino
| Evento                 | Ouro                         | Ouro      | Prata                        | Prata     | Bronze                    | Bronze    |
| ---------------------- | ---------------------------- | --------- | ---------------------------- | --------- | ------------------------- | --------- |
| 100 metros             | Amparo Caicedo (COL)         | 12.10A    | Nara das Neves (BRA)         | 12.14A    | Leone Rodrigues (BRA)     | 12.18A    |
| 200 metros             | Jucilene Garcês (BRA)        | 24.13A    | Nara das Neves (BRA)         | 24.43A    | Florencia Chilberry (VEN) | 25.02A    |
| 400 metros             | Jucilene Garcês (BRA)        | 54.06A    | Ivanete dos Santos (BRA)     | 56.51A    | Margarita Carvajal (COL)  | 57.23A    |
| 800 metros             | Norfalia Carabalí (COL)      | 2:08.72A  | Liliana Mariel Góngora (ARG) | 2:10.69A  | Alcina dos Reis (BRA)     | 2:14.50A  |
| 1 500 metros           | Liliana Mariel Góngora (ARG) | 4:34.19A  | Ieda Juppa (BRA)             | 4:38.13A  | Marcela Arraigada (CHI)   | 4:43.09A  |
| 3 000 metros           | Ieda Juppa (BRA)             | 10:13.08A | Silvana Pereira (BRA)        | 10:14.76A | Ruth Jaime (PER)          | 10:15.61A |
| 100 metros barreiras   | Erondina Barbosa (BRA)       | 14.81A    | Susana Jenkins (ARG)         | 14.84A    | María Martínez (CHI)      | 15.14A    |
| 200 metros barreiras   | Marideyse Zarutski (BRA)     | 28.43A    | Márcia Torres (BRA)          | 28.67A    | Mariana Pösz (ARG)        | 28.83A    |
| 4×100 metros estafetas | Brasil                       | 46.80A    | Colômbia                     | 48.15A    | Argentina                 | 48.44A    |
| 4×400 metros estafetas | Brasil                       | 3:45.11A  | Colômbia                     | 3:49.91A  | Argentina                 | 3:55.44A  |
| Salto em altura        | Orlane dos Santos (BRA)      | 1.75A     | Ana María Olivar (ARG)       | 1.70A     | Andrea Sassi (URU)        | 1.70A     |
| Salto em comprimento   | Aline de Figueirêdo (BRA)    | 5.61A     | Astrid Castro (COL)          | 5.57A     | Márcia Gaudêncio (BRA)    | 5.43A     |
| Arremesso de peso      | Luz Bohórquez (VEN)          | 14.23A    | María Isabel Urrutia (COL)   | 13.59A    | Julia da Silva (BRA)      | 12.86A    |
| Lançamento de disco    | María Isabel Urrutia (COL)   | 44.02A    | Alejandra Bevacqua (ARG)     | 40.72A    | Elena Winifred (CHI)      | 39.58A    |
| Lançamento do dardo    | Sueli dos Santos (BRA)       | 50.42A    | Mônica Rocha (BRA)           | 49.42A    | Paulino Jaramillo (CHI)   | 44.34A    |
| Heptatlo               | Orlane dos Santos (BRA)      | 5461A     | Nadia Katich (COL)           | 4981A     | Ana María Comaschi (ARG)  | 4955A     |

## Quadro de medalhas (não oficial)
| Ordem | País      | Medalha de ouro | Medalha de prata | Medalha de bronze | Total |
| ----- | --------- | --------------- | ---------------- | ----------------- | ----- |
| 1     | Brasil    | 23              | 16               | 8                 | 47    |
| 2     | Colômbia  | 8               | 12               | 8                 | 28    |
| 3     | Argentina | 4               | 7                | 7                 | 18    |
| 4     | Venezuela | 1               | 2                | 4                 | 7     |
| 5     | Chile     | 1               | 0                | 8                 | 9     |
| 6     | Peru      | 0               | 0                | 1                 | 1     |
| 6     | Uruguai   | 0               | 0                | 1                 | 1     |

## Participantes (não oficial)
Uma contagem não oficial produziu o número de 189 atletas de nove países: 
| - Argentina (29) - Bolívia (1) - Brasil (50) - Chile (14) | - Colômbia (45) - Peru (4) - Uruguai (2) - Venezuela (17) |